# Reyes Martí Miró
Reyes Martí Miró (Borriana, 1965) és una pirotècnica i dissenyadora d'espectacles pirotècnics.
És la responsable de l'empresa familiar Pirotècnia Martí, dedicada a la pirotècnia des de l'any 1868, de la que forma part de la cinquena generació i que dona feina a més dones que homes.
De menuda va demanar a son pare, igual que feien els homes, poder fabricar i disparar carcasses. En un sector majoritàriament d'homes, Reyes ha aconseguit un reconeixement empresarial i artístic. Fou la primera dona en disparar a la plaça de l'Ajuntament de València i a la Plaça dels Estels d'Alacant, i des de l'any 2014, el dia 8 de març dispara la mascletà de les Falles de València a la plaça de l'Ajuntament, dedicada a les dones del món.
Durant les Falles 2018 va ser la responsable de disparar la Nit del Foc, la mascletà i la cremà de les falles municipals, convertint-se en la primera dona en aconseguir-ho.

## Principals premis i reconeixements
- 1990: Fadrí d'Or pel meritori treball a les Festes Castelló[8]
- 1995: Fadrí d'Or a tota una vida dedicada a les festes de la Magdalena.[8]
- 1998: Primer premi IV Concurs de mascletades Ciutat de Castelló.
- 2000: Masclet d'Argent de la Colla A Mitges en el VI Concurs de Mascletaes Ciutat de Castelló.[8]
- 2001: Primera dona en disparar una mascletà des de la plaça de l'Ajuntament de València.[12]
- 2006: Primer premi en el III Concurs de Mascletaes Ciutat de Vila-real.[13][14]
- 2006: Conxa de Bronze en el 43 Concurs Internacional de Focs Artificials en Sant Sebastià.[15]
- 2006: Primer Premi Palmera d'Or en el Concurs de Mascletaes d'Alacant en les Fogueres de Sant Joan.[16]
- 2007: Primer premi en el IV Concurs de Mascletaes Ciutat de Vila-real.[13][14]
- 2008: Primer Premi Palmera d'Or en el Concurs de Mascletaes d'Alacant en les Fogueres de Sant Joan.
- 2008: Conxa de Plata en el 45 Concurs Internacional de Focs Artificials en Sant Sebastià.[15]
- 2009: Primer premi en el VI Concurs de Mascletaes Ciutat de Vila-real.
- 2009: Primer premi en el II Concurs de Mascletaes Nocturnes 2009 d'Alacant.[17]
- 2009: Primer Premi en el XVI Festival Internacional de Piromusicals Ciutat de El Ejido.[18]
- 2009: Primer Premi en el XX Concurs Internacional de Focs Artificials Ciutat de Tarragona.[14]
- 2009: Premi Tronades de Santa Tecla en el XX Concurs Internacional de Focs Artificials Ciutat de Tarragona.[19]
- 2009: Premi Especial Festa Major de Granollers en el XX Concurs Internacional de Focs Artificials Ciutat de Tarragona.[19]
- 2010: Guanyadora del VII Concurs de Mascletades Ciutat de Vila-real.[20]
- 2014: Premi Professionalitat dels premis EVAP Associació d'Empresàries i Professionals de València[21]
- 2019: 1º Premi en el Concurs de Mascletades de Fogueres 2019